# Khoa học nhận thức

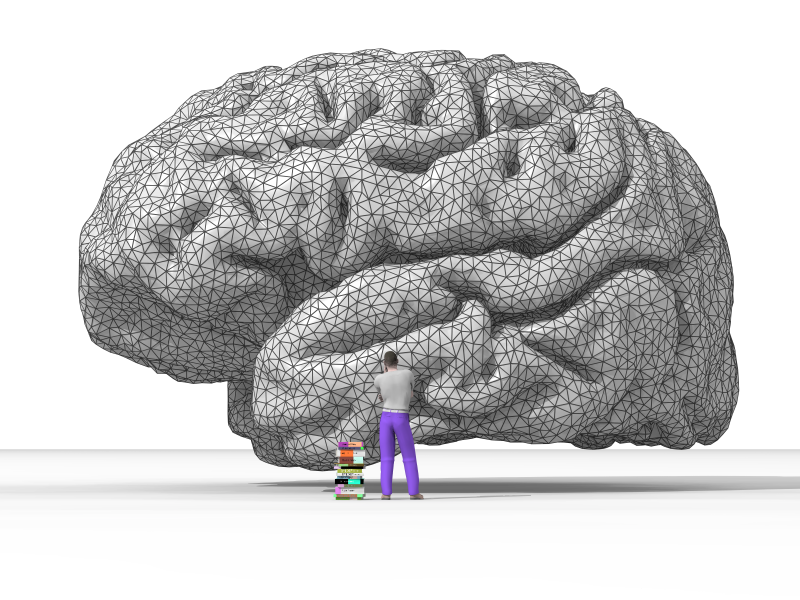
Não người được vẽ theo dữ liệu MRI

Khoa học nhận thức (tiếng Anh: cognitive science) thường được định nghĩa là ngành nghiên cứu về bản chất của trí tuệ . Hầu như tất cả các giới thiệu chính thức về khoa học nhận thức nhấn mạnh rằng đây là một lĩnh vực nghiên cứu là kết hợp của nhiều ngành, trong đó tâm lý học, thần kinh học, ngôn ngữ học, triết học, khoa học máy tính, nhân loại học, và sinh học là các nhánh ứng dụng hoặc chuyên hóa chính của ngành khoa học này.